# Lillsjön (Gunnilbo socken, Västmanland, 661836-150753)
Lillsjön är en sjö i Skinnskattebergs kommun i Västmanland och ingår i Norrströms huvudavrinningsområde.